# Парадокс Епіменіда

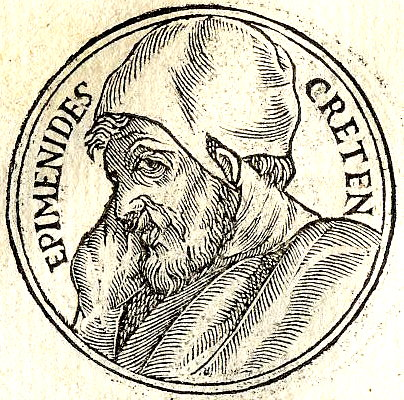
Епіменід із «Promptuarii Iconum Insigniorum»

Парадокс Епіменіда розкриває проблему самопосилання в логіці. Він названий на честь критського філософа Епіменіда Кносського (жив близько 600 р. до н. е.), якому приписують оригінальне твердження. Типовий опис проблеми наведено в книзі Дугласа Гофстадтера "Гедель, Ешер, Бах" :
Епіменід був критянином, який зробив безсмертний вислів: "Всі критяни - брехуни".
Парадокс самопосилання виникає, коли ми замислюємося над тим, чи міг Епіменід говорити правду.

## Міфологія брехливих критян
За словами Птолемея Хенна, Фетіда і Медея одного разу сперечалися у Фессалії про те, хто з них найпрекрасніша, вони призначили суддею крітянина Ідоменея, який віддав перемогу Фетіді. У своєму гніві Медея назвала всіх критян брехунами і прокляла їх ніколи не говорити правди.

## Логічний парадокс
Томас Фаулер (1869) описує цей парадокс наступним чином: «Крітянин Епіменід каже, що «всі критяни — брехуни», але Епіменід сам є критянином; отже, він сам брехун. Але якщо він брехун, то те, що він говорить, неправда, отже, критяни правдиві; але Епіменід - критянин, і тому те, що він говорить, правда; кажучи, що критяни є брехунами, Епіменід сам є брехуном, і те, що він говорить, неправда. Таким чином, ми можемо продовжувати по черзі доводити, що Епіменід і критяни правдиві і неправдиві».
Якщо припустити, що твердження неправдиве і що Епіменід бреше про те, що всі критяни брехуни, то повинен існувати принаймні один критянин, який є чесним. Це не призводить до протиріччя, оскільки не обов'язково, щоб цей критянин був Епіменідом. Це означає, що Епіменід може сказати неправдиве твердження, що всі критяни брехуни, знаючи принаймні одного чесного критянина, і збрехати про цього критянина. Отже, з припущення, що твердження є хибним, не випливає, що воно є істинним. Таким чином, ми можемо уникнути парадоксу, розглядаючи твердження "всі критяни брехуни" як неправдиве твердження, зроблене брехливим критянином Епіменідом. Помилка, допущена Томасом Фаулера (і багатьох інших людей)  полягає в тому, що вони думають, що заперечення твердження «всі критяни — брехуни» є «всі критяни чесні» (парадокс), тоді як насправді запереченням є, «існує критянин, який є чесний», або «не всі критяни брехуни». Парадокс Епіменіда можна дещо модифікувати так, щоб він не допускав описано вище рішення, як це було в першому парадоксі Евбуліда, а натомість призводити до неминучої самосуперечності. Парадоксальні версії проблеми Епіменіда тісно пов’язані з класом більш складних логічних проблем, включаючи парадокс брехуна, парадокс Сократа та парадокс Буралі-Форті, всі з яких мають спільну  Епіменідом самореферацію. Парадокс Епіменіда зазвичай класифікують як варіацію парадоксу брехуна, а іноді їх не розрізняються. Вивчення самопосилання призвело до важливих зрушень у логіці та математиці у двадцятому столітті.
Іншими словами, це не парадокс, якщо усвідомити, що «Всі критяни — брехуни»,  означає лише те, що «Не всі критяни — брехуни», а не припущення, що «Всі критяни — чесні».
Можливо, краще сказати, що твердження «Всі критяни — брехуни»  не означає,  що всі критяни повинні весь час брехати. Насправді критяни могли говорити правду досить часто, але все одно бути брехунами в тому сенсі, що брехуни — це люди, схильні до обману заради нечесної вигоди. Враховуючи, що «всі критяни — брехуни» вважалося парадоксом лише з 19 століття, це, здається, вирішує передбачуваний парадокс. Якщо «всі критяни — суцільні брехуни» насправді є правдою, то якщо запитати критянина, чи він чесний, то він завжди дасть нечесну відповідь «так». Тож, мабуть, початкове твердження є не стільки парадоксальним, скільки хибним.
Контекстуальне прочитання протиріччя також може дати відповідь на парадокс. Оригінальна фраза: «Крітяни, завжди брехуни, злі звірі, ледарі!» стверджує не внутрішній парадокс, а скоріше думку Епіменіда про критян. Стереотипізація його народу не має на меті бути абсолютним твердженням про народ у цілому. Це радше твердження про їхню позицію щодо їхніх релігійних вірувань та соціально-культурних поглядів. У контексті його вірша ця фраза є специфічною для певної віри, контекст, який Каллімах повторює у своєму вірші присвяченому Зевсу. Далі, більш гостра відповідь на парадокс полягає в тому, що бути брехуном означає просто стверджувати неправду, ніщо у висловлюванні не стверджує, що все сказане є неправдою, а скоріше, що вони «завжди» брешуть. Це не є абсолютною констатацією факту, і тому ми не можемо зробити висновок, що в цьому твердженні  Епіменіда є справжнє протиріччя.

## Походження фрази
Епіменід був філософом і релігійним пророком 6-го століття до нашої ери, який, всупереч загальним настроям на Криті, стверджував, що Зевс був безсмертним, як у наступній поемі :
Вони спорудили гробницю для тебе, о святий і високий
Крітяни, завжди брехуни, злі звірі, пусті черева!
Але ти не вмер: ти живеш і перебуваєш вічно,
Бо ми живемо в тобі, і рухаємося, і маємо наше існування.— Епіменіди, Крит
Отже, заперечення безсмертя Зевса було брехнею критян.
Фразу «критяни, завжди брехуни» процитував поет Каллімах у своєму Гімні Зевсу з тим самим теологічним наміром, що й Епіменід:
О Зевсе, одні кажуть, що ти народився на пагорбах Іди;
 Інші, о Зевсе, кажуть в Аркадії;
 Чи ті чи ті, о батьку, збрехали? -- «Крітяни завжди брехуни». 
Так, гробницю, Господи, збудували Тобі критяни,
 Але Ти не вмер, бо Ти навіки.— Каллімах, Гімн І Зевсу

## Виникнення логічного протиріччя
Логічна непослідовність критянина, який стверджував, що всі критяни завжди брехуни, можливо, не спала на думку ні Епіменіду, ні Каллімаху, які обидва використовували цю фразу, щоб підкреслити свою точку зору, без іронії, можливо, означаючи, що всі критяни брешуть регулярно, але не виключно.
У 1 столітті нашої ери автор Послання до Тита згадує цю цитату як правдиво сказану «одним із їхніх власних пророків».
«Один із власних пророків Криту сказав: «Крітяни завжди брехуни, злі звірі, пусті черева».
Він справді сказав правду. З цієї причини виправляй їх суворо, щоб вони були здоровими у вірі, а не платили увагу до юдейських байок і до заповідей людей, які від правди відвертаються».— Послання Павла до Тита, 1:12–14
Климент Олександрійський, наприкінці 2-го століття нашої ери, не вказує на те, що концепція логічного парадоксу є проблемою:
У своєму посланні до Тита Апостол Павло хоче попередити Тита, що критяни не вірять в єдину істину християнства, тому що «крітяни завжди брехуни». Щоб виправдати своє твердження, апостол Павло цитує Епіменіда.— Шари 1.14
На початку 4-го століття святий Августин повторює тісно пов’язаний парадокс брехуна в «Проти академіків» (III.13.29), але не згадує Епіменіда.
У середні віки багато форм парадоксу брехуна вивчалися під заголовком insolubilia, але вони не були прямо пов’язані з Епіменідом.
Нарешті, у 1740 році другий том Словника історії та критики П’єра Бейля чітко пов’язує Епіменіда з парадоксом, хоча Бейль називає парадокс «софізмом».